# 毛罗·托尔塔
毛罗·托尔塔（義大利語：Mauro Torta，1959年9月17日—），意大利男子赛艇运动员。他曾代表意大利参加世界赛艇锦标赛，获得三枚金牌、三枚银牌和二枚铜牌，均来自轻量级项目。